# Johannes Rosenthal (Bischof)
Johannes Rosenthal, als Bischof John Baptist Rosenthal (* 17. März 1903 in Oberveischede; † 22. Mai 1975 in Olpe), war deutscher Pallottiner-Pater und erster Bischof des Bistums Queenstown in Queenstown, Südafrika.

## Leben
Johannes Rosenthal war der Sohn der Eheleute Louise, geborene Albus, und Hermann Rosenthal. Er wuchs in Rhode bei Olpe auf. Durch die räumliche Nähe zum gerade neu entstehenden Novizenhaus der Pallottiner in Olpe entschloss sich Rosenthal 1923, sich der Gemeinschaft der Pallottiner anzuschließen. Er studierte an der pallottinischen Hochschule Vallendar und in Limburg Theologie. In Limburg wurde er im Jahr 1929 zum Priester geweiht. 1930 schickten ihn die Gemeinschaftsoberen in das Gebiet der unabhängigen Mission von Queenstown, in die Provinz Ostkap. Dort waren Geisterglaube, der Einfluss von Zauberern, die Polygamie sowie drückende Armut unter den schwarzen Einheimischen weit verbreitet. In diesem Umfeld begann Rosenthal mit seiner Missionsarbeit. Später wurde er für die Missionsarbeit der weißen Bevölkerung von Queenstown berufen.
Nachdem Rosenthal zunächst 1937 zum Präfekten des unabhängigen Missionsgebiets Queenstown ernannt wurde, weihte ihn 1948 Bischof Franziskus Hennemann von Kapstadt zum Bischof des nunmehrigen Apostolischen Vikariats Queenstown. Das Gebiet wurde 1951 zur eigenständigen Diözese und Rosenthal der erste Diözesanbischof. In seiner Zeit wurden viele neue Kirchen gebaut. Unter seiner Leitung gestaltete Sr. Pientia Selhorst die Christ-König-Kathedrale in Queenstown (erbaut von 1958 bis 1960) und die Heilig-Kreuz-Kirche nördlich von Queenstown in McKay’s Nek (1959 und 1960 erbaut). Letztere bezeugt als Rundkirche die Zuwendung zur Architektur der Schwarzen, indem die kirchlichen Symbole aus Ravenna und der Hagia Sophia verbunden werden mit afrikanischen Symbolen, ein gelungener „Versuch, die Kunst der Schwarzen in das kirchliche und liturgische Leben heimzuholen“. Darüber hinaus war er mehr als 20 Jahre im Leitungsteam der Südafrikanischen Bischofskonferenz, für die er auch von 1962 bis 1965 am Zweiten Vatikanischen Konzil teilnahm.
Rosenthal verzichtete 1972 aus gesundheitlichen Gründen auf die Leitung des Bistums. Die letzten Lebensjahre verbrachte er in Olpe, wo er nach langer Krankheit am 22. Mai 1975 starb. Beerdigt ist er neben Franz Hitze an der Pfarrkirche St. Cyriakus in Rhode.